# Bathmocercus
Bathmocercus är ett släkte i familjen cistikolor inom ordningen tättingar. Släktet omfattar två arter som förekommer i Västafrika och Centralafrika:
- Guinearävsångare (B. cerviniventris)
- Kongorävsångare (B. rufus)

Tidigare kallades arterna guinearostsångare respektive kongorostsångare, men tilldelades nya officiella namn 2024 av Birdlife Sveriges taxonomikommitté för att särskilja från den ej närbesläktade arten rostsångare (Curruca iberiae) i familjen sylvior (Sylviidae).